# マリア・デ・グアダルーペ・デ・レンカストレ・イ・カルデナス・マンリーケ

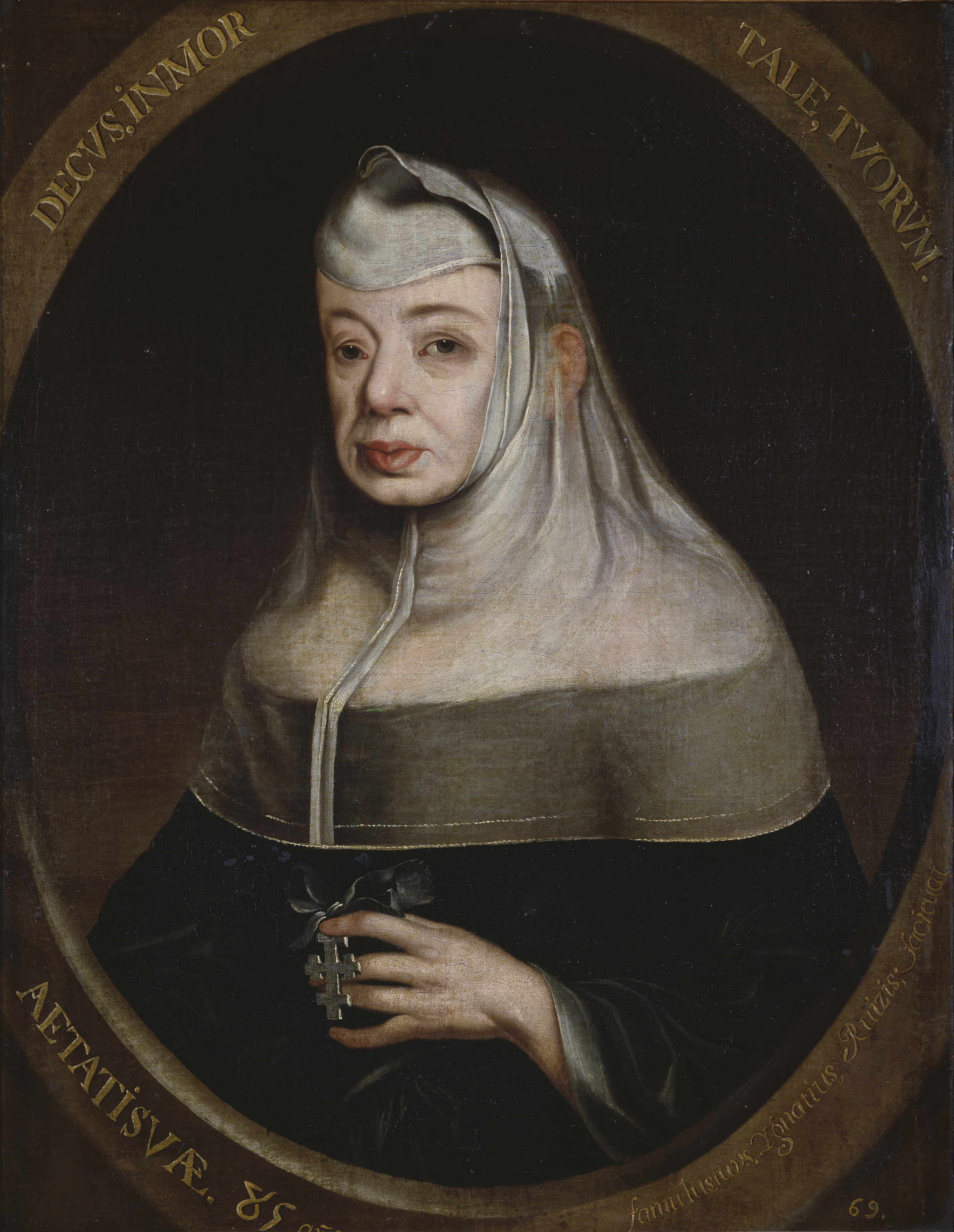
アヴェイロ女公爵、ルイス・デ・ラ・イグレシア画、1700年頃、プラド美術館蔵

マリア・デ・グアダルーペ・デ・レンカストレ・イ・カルデナス・マンリーケ（Maria de Guadalupe de Lancastre y Cardenas Manrique, 6.° duquesa de Aveiro,  duquesa consorte dos Arcos, 1630年 アゼイタン - 1715年2月7日 マドリード）は、ポルトガル及びスペインの貴族女性、宗教家。第6代アヴェイロ女公爵、アルコス公爵夫人。

## 生涯
夫婦共同で公爵位にあった第3代アヴェイロ公爵夫妻の長子トレシュ・ノヴァシュ公爵と、その2番目の妻でスペイン貴族第3代マケダ公爵の娘のアナ・マンリーケ・デ・カルデナスの間の長女として生まれた。1659年、兄の第4代アヴェイロ公爵ハイムンドがスペイン・ハプスブルク朝を支持してブラガンサ王朝と敵対したため、母及び兄とともにスペインに亡命。兄のアヴェイロ公爵位は没収され、ブラガンサ家を支持する叔父のブラガ大司教ペドロに与えられた。
1666年、スペイン貴族の第6代アルコス公爵マヌエル・ポンセ・デ・レオンと結婚し、間に3人の子をもうけた。
- ホアキン・ポンセ・デ・レオン・イ・レンカストレ（1666年 - 1729年） - 第7代アルコス公爵
- ガブリエル・ポンセ・デ・レオン・イ・レンカストレ（1667年 - 1745年） - 第7代アヴェイロ公爵
- イサベル・サカリアス・ポンセ・デ・レオン・イ・レンカストレ（生没年不詳） - 1688年第9代アルバ公アントニオ・アルバレス・デ・トレド・イ・グスマン（スペイン語版）と結婚、1716年ソルフェリーノ公フランチェスコ・ゴンザーガ（イタリア語版）と再婚

1668年、ポルトガル王政復古戦争が終結してスペイン・ポルトガル間に平和が訪れると、マリア・デ・グアダルーペは叔父が帯びているアヴェイロ公爵位や所領は本来自分に帰属しているとして請求活動を開始した。そして1673年叔父が死ぬと、ポルトガルへの帰国を条件にアヴェイロ公爵位の相続を認められる。夫が帰国に反対したため、事実上離別して帰国、兄の爵位と資産を回復した。夫との離別が成立するのを待つ間、スペイン王カルロス2世は彼女をスペインに引き留めるため、1681年にスペイン貴族の爵位アヴェイロ女公爵（duquesa de Aveyro）を授けたが、帰国を思い止まらせることは出来なかった。マリア・デ・グアダルーペは後に修道女となり、私財を投げ打ちカトリックの海外宣教団を創設した。
夫方のアルコス公爵位はスペイン貴族、妻方のアヴェイロ公爵はポルトガル貴族であるため同一の人物が継ぐことができず、長男が前者を、次男が後者をそれぞれ相続することになった。

## 引用・脚注
1. ↑  Boxer 1973